# Nejvoroshchanski
Nejvoroshchanski (del ruso: Нехворощанский) es un jútor del raión de Tijoretsk del krai de Krasnodar, en Rusia. Está situado en la orilla izquierda del río Chelbas, frente a Léninski, 37 km al sudeste de Tijoretsk y 126 km al nordeste de Krasnodar, la capital del krai. Tenía 9 habitantes en 2010
Pertenece al municipio Jopiórskoye.

## Transporte
Al oeste de la localidad pasa la carretera federal M29 Cáucaso.